# Jasmin Kurtić
Jasmin Kurtić (Črnomelj, 10 de janeiro de 1989) é um futebolista profissional esloveno que atua como meia.

## Carreira
Jasmin Kurtić começou a carreira no Bela Krajina.